# 横浜海岸教会

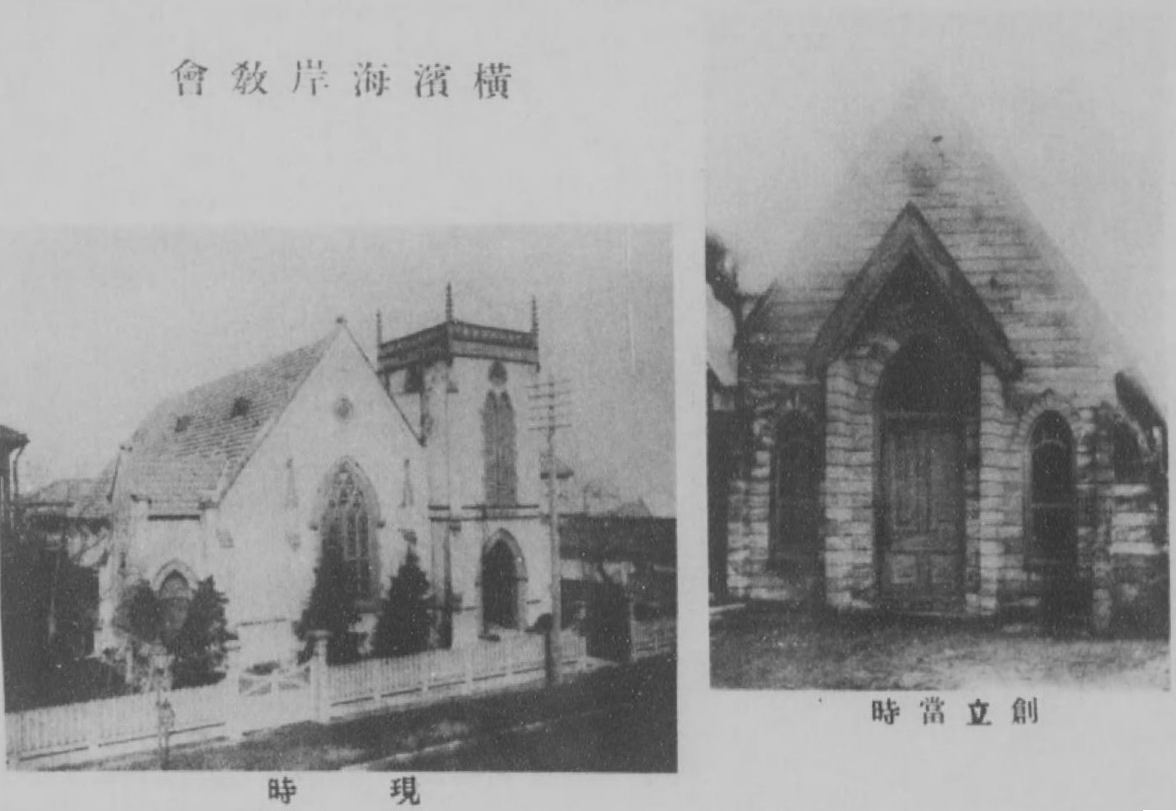
創立時の日本基督公会（横浜海岸教会）と1922年の会堂。

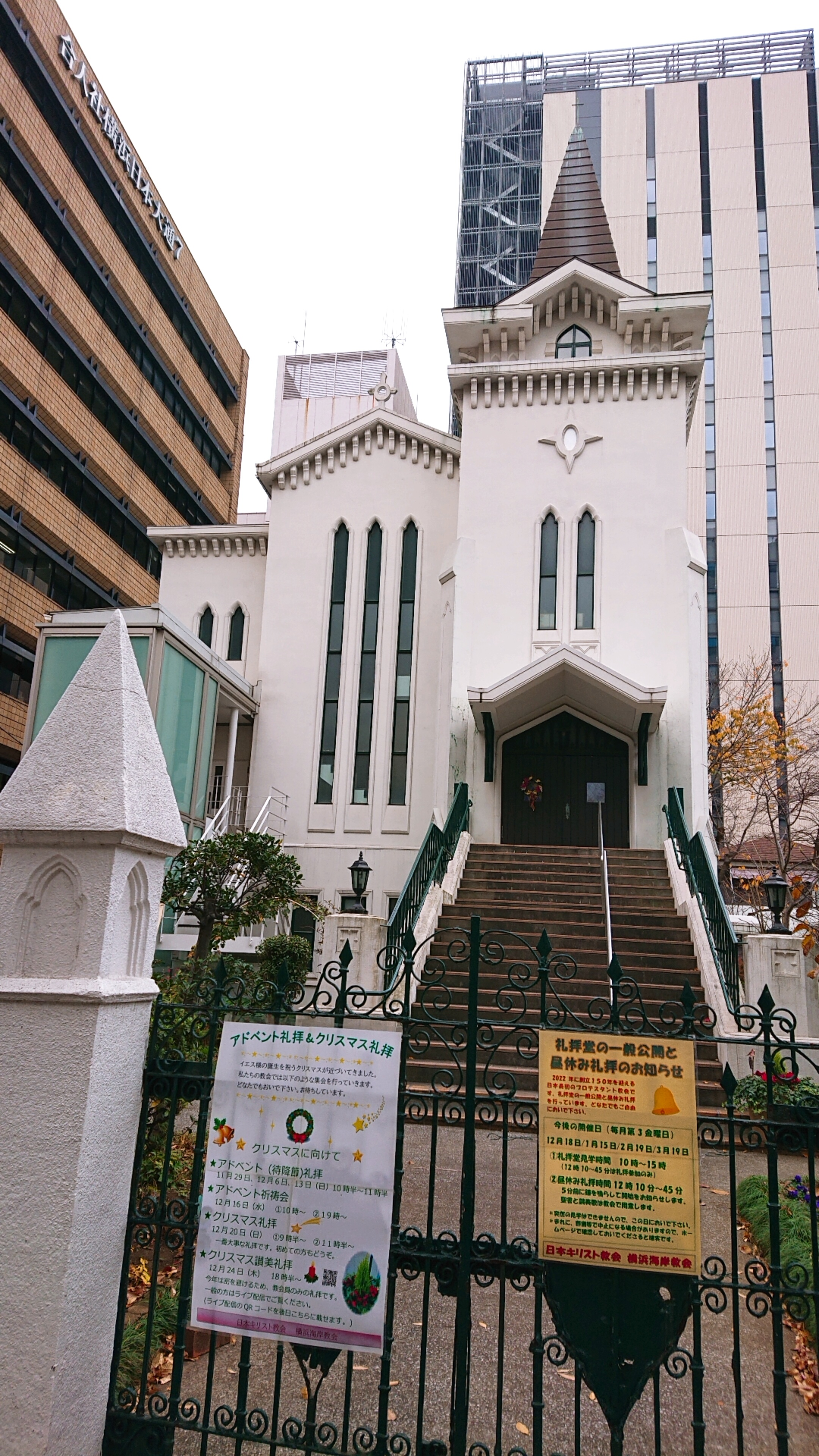
2020年現在の横浜海岸教会

日本基督公会（にほんキリストこうかい、英語：The Church of Christ in Japan）は、1872年3月10日（旧暦明治5年2月2日）に横浜公会（よこはまこうかい）として設立されたプロテスタント教会。現在は、日本キリスト教会・横浜海岸教会。

## 公会条例第二条例「公会の基礎」
「我輩の公会は宗派に属せず。ただ主イエス・キリストの名に依て建る所なれば、単に聖書を標準とし、是を信じ、是を勉むる者は、皆是キリストの僕（しもべ）、我等の兄弟なれば、各中の各員全世界の信者を同視して一家の親愛を尽くすべし。是故にこの会を日本基督公会と称す。」

## 歴史

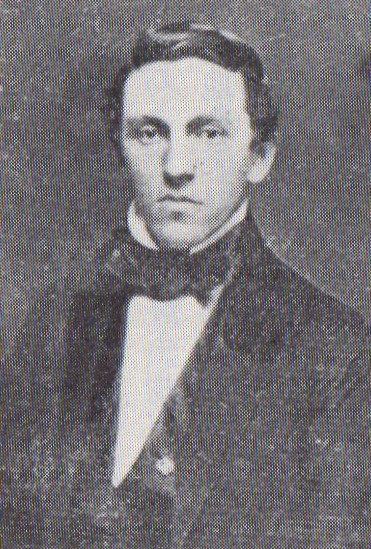
横浜海岸教会の創設者ジェームス・ハミルトン・バラ

1861年(文久元年)に来日した改革派宣教師ジェームス・ハミルトン・バラは、1868年(明治元年)、現在、横浜海岸教会のある居留地167番に小さな会堂を建てた。「聖なる犬小屋」と言われたこの会堂は、外側が斑入りの伊豆石の石造作りの小屋で、間口２間、奥行き４間ほどであったと言われている。
1872年の創立時に使徒信条に基づいて公会定規を作成した。1873年(明治6年)には東京に姉妹教会(現、日本キリスト教団新栄教会)が設立された。1874年(明治7年)には日本基督公会となり、福音同盟会の9ヶ条を信仰箇条とした。ただし、もともと福音同盟会の9ヶ条は超教派での働きのための教理基準であり、教会の信仰箇条とすることを意図して作られたものではなかった。これを教会の信仰箇条としたことから、日本の長老教会の簡易信条主義が始まったといわれる。
1872年3月10日の教会形成時、日本人信徒は9名の青年と2人の中年男性からなる計11人であり、J・H・バラが仮牧師となった。この時の青年長老は押川方義他青年篠崎桂之助ら。中年男性の小川義綏が長老、仁村守三が執事に任命された。バラが奨励し、長老按手式を行った。
日本基督公会の群れは横浜バンドといい、この流れは日本の長老派教会と教会合同に受け継がれた。日本基督公会の理念とされた合同は、日本基督教会において公会主義と呼ばれて理想化され、この実現が合同教会の日本基督教団だとされた。だが教会合同のエキュメニズムに反対する立場の渡辺信夫は公会主義の存在を否定している。また、日本基督公会は長老制を採用する改革派と長老派という、同質の教会であったことから、公会主義を強調するのは無理だとの指摘もある。
日本基督公会は1877年10月3日に設立された日本基督一致教会に継承されたが、日本基督一致教会は簡易信条主義を採らず、歴史的なプロテスタントの信仰告白を持つ、信条教会であった。
1875年(明治8年)に教会堂が建設されて、横浜海岸教会と改称された。1923年(大正12年)の関東大震災で教会堂が消失する。

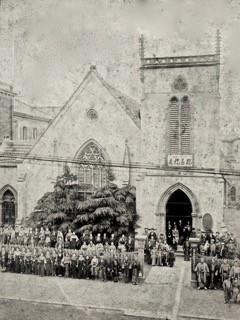
1887年の日本キリスト教会横浜海岸教会15周年の記念撮影

現教会堂は、震災の10年後の1933年(昭和8年)に再建された。
1945年(昭和20年)戦災をまぬかれて会堂は無傷で残り、進駐軍による集会GI・ゴスペル・アワーの集会にも使用された。
1949年(昭和24年)宗教法人堀ノ内キリスト教会と四日市長老教会とともに「日本基督長老教会」を設立するが、翌年日本基督長老教会は1950年解散する。日本キリスト教会再建と共に、横浜海岸教会は日本キリスト教会に所属して今日に至っている。
2015年(平成27年)再建82年ぶりに大改修工事が行われた。2015年5月10日に改修完成礼拝が行われ、これを機に毎月1回一般公開するようになった。

## 歴代牧師
- 仮牧師ジェームス・バラ
- 初代稲垣信（いながきあきら)
- 第2代細川瀏（1896-1898,ほそかわきよし）
- 第3代笹倉弥吉（ささくらやきち）
- 第4代渡辺連平（わたなべれんぺい）
- 第5代井上平三郎（いのうえへいざぶろう）
- 第6代林嗣夫（はやしつぎお）
- 第7代岡田貴美子（おかだきみこ）
- 第8代久保義宣（くぼよしのぶ）
- 第9代上山修平（うえやましゅうへい）

## 出身者
- 奥野昌綱
- 小川義綏
- 植村正久（日本基督一致教会の指導者）
- 押川方義（東北学院創設者 日本基督一致教会指導者）
- 本多庸一（青山学院2代学院長 メソジスト監督教会指導者）
- 井深梶之助（明治学院2代総理 日本基督一致教会指導者）
- 伊東友賢
- 鈴木親長

## 交通アクセス
- 横浜高速鉄道みなとみらい線 日本大通り駅下車　徒歩約3分
- 東日本旅客鉄道
  - 根岸線
    - 関内駅下車10分
    - 石川町駅下車15分

北緯35度26分49秒 東経139度38分38秒 / 北緯35.44694度 東経139.64389度座標: 北緯35度26分49秒 東経139度38分38秒 / 北緯35.44694度 東経139.64389度